# Паланцано
Паланцано (итал. Palanzano) је насеље у Италији у округу Парма, региону Емилија-Ромања.
Према процени из 2011. у насељу је живело 289 становника. Насеље се налази на надморској висини од 659 м.

## Становништво
Према резултатима пописа становништва 2011. у општини је живело 1.165 становника.
| 1951. | 1961. | 1971. | 1981. | 1991. | 2001. | 2011. |
| ----- | ----- | ----- | ----- | ----- | ----- | ----- |
| 3.463 | 2.710 | 1.986 | 1.752 | 1.554 | 1.352 | 1.165 |